# Perambur
Perambur, é um subúrbio em Chennai Norte que é a capital do estado de Tamil Nadu na Índia.  Em tâmil, "Perambu" quer dizer bambu e "oor" significa cidade ou lugar. Situa-se há 4 km da estação Central de Chennai.